# Sabino (ort i Brasilien, São Paulo, Sabino)
Sabino är en ort i Brasilien.   Den ligger i kommunen Sabino och delstaten São Paulo, i den södra delen av landet, 700 km söder om huvudstaden Brasília. Sabino ligger 412 meter över havet och antalet invånare är 5 226.
Terrängen runt Sabino är platt. Runt Sabino är det glesbefolkat, med 13 invånare per kvadratkilometer.. Närmaste större samhälle är Sales, 16,3 km nordost om Sabino.
Trakten runt Sabino består i huvudsak av gräsmarker.